# Montferrer i Castellbò
Montferrer i Castellbò est une commune de la comarque de l'Alt Urgell dans la province de Lleida en Catalogne (Espagne).

## Géographie
L'aéroport Andorre–La Seu d'Urgell s'y trouve, partagé avec la commune de Ribera d'Urgellet, avec une liaison régulière vers Madrid.
Cette commune des Pyrénées catalanes est située dans le parc naturel de l'Alt Pirineu. La station de ski de fond de Sant Joan de l'Erm s'y trouve.
Le port del Cantó sur la route N 260 se trouve en limite sud-ouest de la commune.

## Histoire
Le château de Castellbò (en français Castelbon) était la résidence des vicomtes d'Urgell qui prirent au début du XIIe siècle le nom de Castelbon. Au début du XIIIe siècle, Arnaud de Castelbon se distingue, avec le comte de Foix, par des profanations d'églises dans l'Alt Urgell et la Cerdagne. Les deux seigneurs seront jugés comme hérétiques cathares à titre posthume.
La fille d'Arnaud, Ermessinde de Castelbon, épouse Roger-Bernard II de Foix en 1203. La vicomté de Castelbon reste possession des comtes de Foix jusqu'au XVIe siècle.

## Personnalités liées à la commune
- Nemesi Marquès Oste, représentant de l'évêque d'Urgell en Andorre, lequel est l'un des deux coprinces d'Andorre.

### Sources
- Des hérétiques dans les Pyrénées catalanes à la fin du XIe siècle ?, de Gauthier Langlois, Heresis, n° 46-47, année 2007, p. 67-80. En ligne sur Paratge.